# Установчі збори
Устано́вчі збо́ри — виборні збори представників народу, покликані виробити або змінити конституцію держави , і таким чином, на правовій основі оформити новий державний і суспільний устрій.

## Історія
Перші Установчі збори були скликані в Парижі під час Великої французької революції у 1789 році.